# Allora
Allora (923 habitants) est une localité au sud de l'État du Queensland en Australie, à 158 kilomètres au sud-ouest de Brisbane sur la New England Highway entre Warwick et Toowoomba.
Son nom est d'origine aborigène et signifierait "trou d'eau".

## Référence
- Statistique sur Allora